# Czekając na wyrok

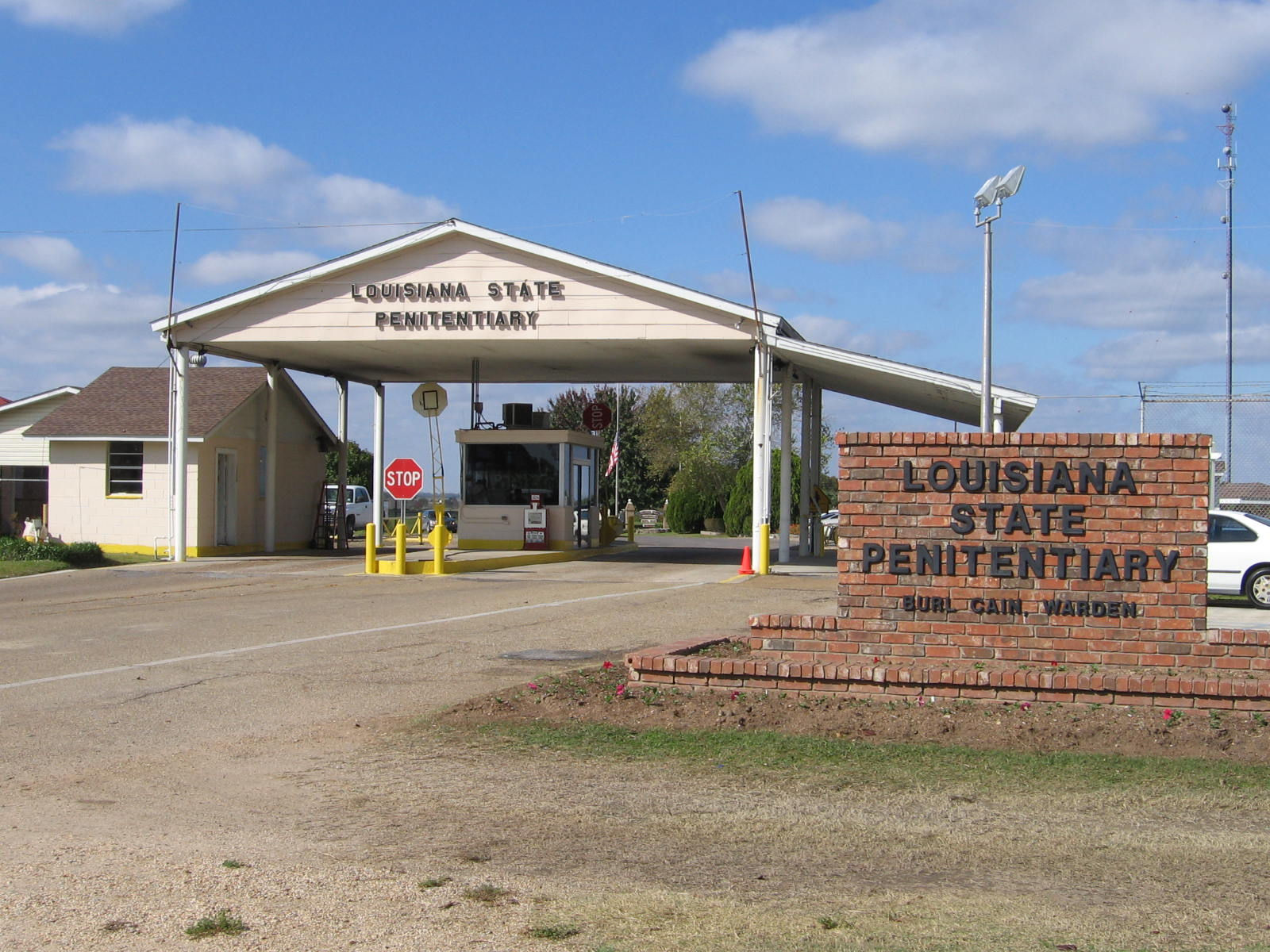
Więzienie Louisiana State Penitentiary

Czekając na wyrok (tytuł oryginalny Monster's Ball) – amerykański film fabularny (dramat) z 2001 roku w reżyserii Marca Forstera.
Aktorka Halle Berry za główną rolę w tym filmie dostała w roku 2002 Oscara. Oprócz tego otrzymała Srebrnego Niedźwiedzia na festiwalu w Berlinie.

## Obsada
- Billy Bob Thornton jako Hank Grotowski
- Halle Berry jako Leticia Musgrove
- Heath Ledger jako Sonny Grotowski
- Peter Boyle jako Buck Grotowski
- Sean Combs jako Lawrence Musgrove
- Coronji Calhoun jako Tyrell Musgrove

## Fabuła
Rasista i wdowiec Hank Grotowski jest strażnikiem więziennym, który również wykonuje wyroki śmierci. Mieszka z chorym ojcem, razem z nim pracuje jego syn Sonny. Z pozoru twardy, ale w środku delikatny, wrażliwy, a przede wszystkim samotny. Sonny zaprzyjaźnił się ze skazanym Lawrence’em Musgrove’em. Kiedy Lawrence zostaje stracony, chłopak nie potrafi się z tym pogodzić i popełnia samobójstwo.
Hank spotyka Letitię Musgrove wdowę po straconym skazańcu. Co więcej syn Letitii ginie w wypadku. Letitia i Hank, po stracie bliskich, zbliżają się do siebie i zakochują się w sobie nie wiedząc jeszcze, że łączy ich osoba Lawrence'a.

## Nagrody i nominacje
Oscary za rok 2001
- Najlepsza aktorka – Halle Berry
- Najlepszy scenariusz oryginalny – Milo Addica, Will Rokos (nominacja)

Złote Globy 2001
- Najlepsza aktorka dramatyczna – Halle Berry (nominacja)

Nagroda Satelita 2001
- Najlepszy scenariusz oryginalny – Milo Addica, Will Rokos
- Najlepszy aktor dramatyczny – Billy Bob Thornton (nominacja)
- Najlepsza aktorka dramatyczna – Halle Berry (nominacja)

Nagrody BAFTA 2001
- Najlepsza aktorka – Halle Berry (nominacja)

MFF w Berlinie 2002
- Srebrny Niedźwiedź dla najlepszej aktorki – Halle Berry

MTV Movie Awards 2002
- Najlepsza aktorka – Halle Berry (nominacja)